# Síndrome de Gitelman
Síndrome de Gitelman é uma doença genética dos rins,  autossômica recessiva, que acomete os túbulos distais dos néfrons, caracterizada por hipocalemia, alcalose metabólica, hipocalciúria, hipomagnesemia e hiperaldosteronismo hiperreninêmico. Essas alterações são decorrentes da mutação no contransportador sódio/cloro e nos canais de magnésio das células dos túbulos distais. Essa síndrome foi descrita pela primeira vez em 1966 por Gitelman e colaboradoes.